# ساهارا ساندي سباين
ساهارا ساندي سباين (بالإنجليزية: Sahara Sunday Spain)‏ (1991)؛ كاتِبة وشاعرة أمريكية.